# Gare de Tiercé
Gare de Tiercé – przystanek kolejowy w Tiercé, w departamencie Maine i Loara, w regionie Kraj Loary, we Francji. Jest zarządzany przez SNCF (budynek dworca) i przez RFF (infrastruktura). 
Przystanek jest obsługiwany przez pociągi TER Pays de la Loire. 

## Położenie
Znajduje się na linii Le Mans – Angers, w km 287,672, między stacjami Étriché - Châteauneuf i Le Vieux-Briollay, na wysokości 32 m n.p.m.

## Historia
Przystanek został otwarty 7 grudnia 1863, przez Compagnie des chemins de fer de l'Ouest.

## Linie kolejowe
- Le Mans – Angers